# داوید یاورادو
داوید یاورادو (اسپانیایی: David Llauradó‎؛ زادهٔ ) دوچرخه‌سوار اهل اسپانیا است.